# وحدة الرضوان

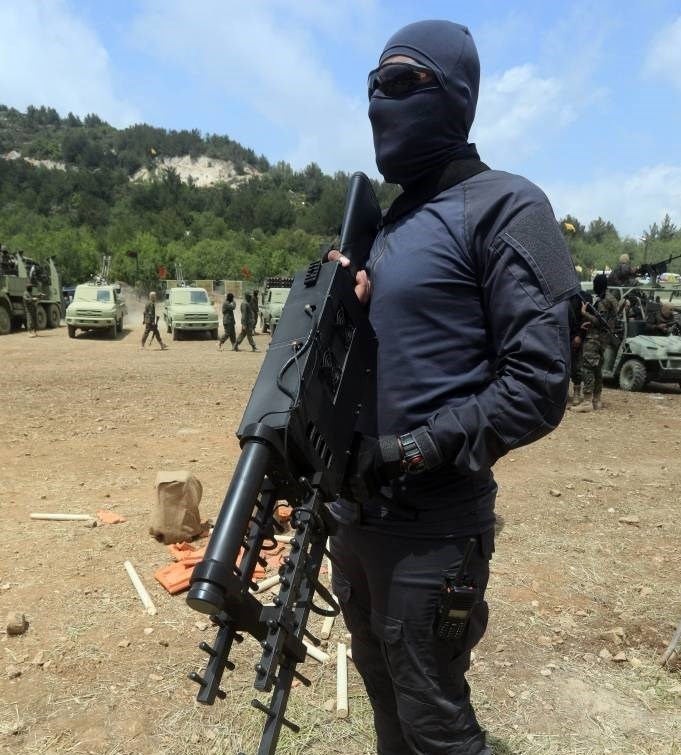

وحدة الرضوان أو وحدة الحاج رضوان هي وحدة عسكرية خاصة تابعة لحزب الله في لبنان. تأسست الوحدة في الثمانينيات، تم تسميتها على اسم عماد مغنية الذي كان يلقب بـ «الحاج رضوان»، وكان قائداً عسكرياً وميدانيًا في حزب الله وله دور بارز في مسيرة المقاومة ضد الاحتلال الإسرائيلي، وتوفي في عملية إغتيال في منطقة كفرسوسة في دمشق.

## التنظيم
تتميز وحدة الرضوان بتدريب عسكري متقدم واستخدام تكنولوجيا عالية الجودة في عملياتها، ويُعتقد أنها شاركت في العديد من العمليات ضد القوات الإسرائيلية والجماعات المتطرفة في المنطقة. وهي تشكل الرضوان القوة الأبرز في منظومة حزب الله الهجومية.

## تاريخها
تُعتبر وحدة الرضوان جزءًا من الجناح العسكري لحزب الله، وهي تشارك في تعزيز قدرات الحزب العسكرية وتوجيه ضربات استباقية ضد أعدائه. تُعتبر أنشطة الوحدة جزءًا من الصراعات الإقليمية والنزاعات السياسية في الشرق الأوسط.

### طوفان الأقصى وحرب إسرائيل وحماس 2023
منذ اندلاع الحرب بين إسرائيل وحماس عام 2023، نقل حزب الله فرقًا طبية وقوات كبيرة من قوة الرضوان إلى الحدود السورية الإسرائيلية. في 8 كانون الثاني (يناير) 2024، في قرية مجدل سلم، أدت غارة جوية إسرائيلية إلى مقتل وسام الطویل، نائب رئيس القوة مع مقاتل آخر من حزب الله.

## أنظر ايضا
- عماد مغنية
- علي كركي
- إبراهيم عقيل
- محمد حسين سرور